# アシュク・ラフタン・アンラマズ
『アシュク・ラフタン・アンラマズ』（トルコ語: Aşk Laftan Anlamaz）は、トルコのテレビドラマ。Show TVで2016年6月15日から2017年2月19日まで放送された。
タイトルの意味は「愛は言葉を理解しない」。

## 登場人物
ムラト・サルスルマズ
演 - ブラク・デニズ
ハヤット・ウズン・サルスルマズ
演 - ハンデ・エルチェル